# Mitsunori Fujiguchi
Mitsunori Fujiguchi (n. 17 august 1949) este un fost fotbalist japonez.

## Statistici
| Japonia | Japonia | Japonia |
| An      | Meciuri | Goluri  |
| ------- | ------- | ------- |
| 1972    | 5       | 0       |
| 1973    | 2       | 0       |
| 1974    | 1       | 0       |
| 1975    | 4       | 0       |
| 1976    | 2       | 0       |
| 1977    | 0       | 0       |
| 1978    | 12      | 2       |
| Total   | 26      | 2       |